# Ansgariikyrkan, Stockholm

Ansgariikyrkan var en tidigare kyrka tillhörande Svenska Missionskyrkan, belägen på Kungsholmsgatan 23 på Kungsholmen i Stockholm. Byggnaden är sedan 1988 kontoriserad.
Kyrkan hade sitt ursprung i Kungsholms Missionsförsamling som i början av 1880-talet inlett sin verksamhet på Kungsholmen. 1884 anslöts man till Lutherska missionsföreningen. Församlingen räknade vid denna tid ett 50-tal medlemmar och samlades till andakt till en början i en värdshussal på  Kungsholmsgatan 6. 1896 köpte man ett av byggmästaren Anders Pettersson nyuppfört missionshus på Kungsgatan 88. Huset i kvarteret Härolden ritades av Sam Kjellberg och Victor Dorph. Kyrkolokalen som låg inåt gården rymde 600 platser.
Medlemsantalet i församlingen hade 1928 ökat till 400 och samma år kunde en ny modern kyrkobyggnad invigas på Kungsholmsgatan 23. Byggnaden i kvarteret Diamanten ritades av Höög & Morssing. Kyrksalen rymde 450 platser inklusive läktare och hade 10 meter i takhöjd. Fondväggen pryddes med en tavla av Jesu himmelsfärd av Natan Johansson. I samband med flytten tog sig församlingen namnet Ansgariiförsamlingen och kyrkan döptes till Ansgariikyrkan. (En kyrksal med samma namn fanns 1897-1924 på Brännkyrkagatan på Södermalm, fram till att Högalidskyrkan färdigställdes.)
I takt med innerstadens avfolkning under den senare delen av 1900-talet minskade antalet medlemmar i församlingen. 1980 uppgick församlingen i Immanuelskyrkan och man slutade använda kyrkan. Huset såldes 1988 och innehåller idag kontorslokaler. Altarmålningen flyttades över till Andreaskyrkan på Södermalm och det förgyllda korset på husets takryttare avlägsnades.